# Prix Jean-Rostand
Le prix Jean-Rostand est un prix littéraire scientifique créé à l'initiative de l'Association des écrivains scientifiques de France (devenu depuis l'Atelier des écrivains scientifiques) en 1978, décerné par cette association jusqu'à sa dissolution en 1992, puis décerné depuis par le Mouvement universel de la responsabilité scientifique. Il rappelle la mémoire du biologiste et écrivain Jean Rostand.
Attribué à un auteur s'exprimant en langue française, pour un ouvrage de vulgarisation scientifique paru dans l'année et parfois complété par une Plume d'Or ou une mention spéciale du jury.

## Liste des lauréats
- 1978 : Pierre Kohler, pour Les Satellites maîtres du monde[1],[2]
- 1980 : Alain Sournia, pour Dix milliards de neurones[1],[3]
- 1982 : Bernard Maitte, pour La Lumière[1]
- 1984 : Ivar Ekeland, pour Le Calcul, l'Imprévu[1],[4]
- 1986 : Dominique Simonnet, pour Vive les bébés[1]
- 1989 : Marc Peschanski, pour Le Cerveau réparé[1]
- 1991 : Bruno Jacomy, pour Une histoire des techniques[1]
- 1992 : Pascal Tassy, pour Le Message des fossiles[1]
- 1993 : Bernadette Bensaude-Vincent et Isabelle Stengers, pour Histoire de la chimie[5]
- 1994 : Sylvie Joussaume, pour Climat d'hier à demain[6]
- 1995 : Claudine Cohen, pour Le Destin du mammouth[7]
- 1996 : Bénédicte de Boysson-Bardies, pour Comment la parole vient aux enfants[8]
- 1997 : Stanislas Dehaene, pour La Bosse des maths
- 1998 : Nicolas Prantzos, pour Voyages dans le futur[9]
- 1999 : Thierry Delorme, pour La Douleur, un mal à combattre[10]
- 2000 : Jean Claude Ameisen, pour La Sculpture du vivant[11]
- 2001 : Jean-Louis Hartenberger, pour Une brève histoire des mammifères, bréviaire de mammalogie[12]
- 2002 : Jean Eisenstaedt, pour Einstein et la Relativité générale[13]
- 2003 : Marc Jeannerod, pour Le Cerveau intime[14]
- 2004 : Étienne Klein, pour Petit voyage dans le monde des quanta[15]
- 2005 : Jean Lefort, pour L'Aventure cartographique[16]
- 2006 : Robert Barbault, pour Un éléphant dans un jeu de quilles, l’homme dans la biodiversité[17]
- 2007 : Bertrand Jordan, pour Thérapie génique espoir ou illusion ?[18]
- 2008 : Jean Deutsch, pour Le Vers qui prenait l'escargot comme taxi[19]
- 2009 : Yaël Nazé, pour L'Astronomie des anciens[20]
- 2010 : Lionel Goujon et Gwenael Prié, pour Les Voyageurs de l'eau[21]
- 2011 : Michel de Pracontal pour Kaluchua. Cultures, techniques et traditions des sociétés animales[22]
- 2012 : non attribué
- 2013 : non attribué
- 2014 : Virginie Duvat et Alexandre Magnant pour Ces îles qui pourraient disparaître[23],[24]

## Plume d'or
- 1989 : Thierry Montmerle et Nicolas Prantzos pour leur ouvrage Les Soleils éclatés, Presses du CNRS
- 1993 : Dominique Blaizot pour la qualité d’ensemble de la Collection Explora
- 1997 : Rémy Brossut pour son ouvrage Phéromones, la communication chimique chez les animaux
- 1999 : Yves Gautier a reçu la Plume d’Or 1999 pour sa contribution à la collection La Science au présent aux éditions Encyclopædia Universalis[10].
- 2000 : Thérèse Encrenaz pour son ouvrage Atmosphères planétaires. Origine et évolution.
- 2001 : Élisabeth de Farcy et Pierre Marchand pour leur contribution à la collection Découvertes Gallimard
- 2002 : Les éditions Le Pommier pour la collection Les Petites Pommes du savoir
- 2003 : Nicolas Witkowki pour Une histoire sentimentale des sciences
- 2006 : Yaël Nazé pour L'Astronomie au féminin
- 2008 : Collection Sciences et Histoire proposée par EDP Sciences et l’Observatoire de Paris
- 2009 : Collection Bibliothèque scientifique des éditions Belin - Pour la Science

## Mention spéciale du jury
- 2004 : Nicolas Chevassus-au-Louis, pour son ouvrage Savants sous l'occupation